# Katien
| Systeem                                     | Serie      | Etage       | Ouderdom (Ma) |
| ------------------------------------------- | ---------- | ----------- | ------------- |
| Siluur                                      | Llandovery | Rhuddanien  | jonger        |
| Ordovicium                                  | Boven      | Hirnantien  | 443,4–445,2   |
| Ordovicium                                  | Boven      | Katien      | 445,2–453,0   |
| Ordovicium                                  | Boven      | Sandbien    | 453,0–458,4   |
| Ordovicium                                  | Middel     | Darriwilien | 458,4–467,3   |
| Ordovicium                                  | Middel     | Dapingien   | 467,3–470,0   |
| Ordovicium                                  | Onder      | Floien      | 470,0–477,7   |
| Ordovicium                                  | Onder      | Tremadocien | 477,7–485,4   |
| Cambrium                                    | Furongien  | 10e etage   | ouder         |
| Indeling van het Ordovicium volgens de ICS. |            |             |               |

Het Katien is in de geologische tijdschaal de middelste van drie tijdsnedes in het Laat-Ordovicium. De tijdsnede duurde van 453,0 ± 0,7 tot 445,2 ± 1,4 Ma. Het Katien volgde op het Sandbien en werd zelf opgevolgd door het Hirnantien.

## Naamgeving en definitie
De tijdsnede Katien werd in 2006 door een internationale groep stratigrafen ingevoerd. De tijdsnede is genoemd naar Lake Katy, een drooggelegd meer drie kilometer ten noordoosten van Atoka (Oklahoma, V.S.). De golden spike bevindt zich in het Black Knob Ridge-profiel ten noordoosten van Lake Katy.
De basis van het Katien ligt bij het eerste voorkomen van de graptoliet Diplacanthograptus caudatus en valt samen met een wereldwijde afwijking in δ13C-waarden die de Guttenberg excursion wordt genoemd. De top van het Katien ligt bij het eerste voorkomen van de graptoliet Normalograptus extraordinarius en valt samen met de basis van een grote positieve afwijking in δ13C-waarden en een wereldwijde daling van het eustatisch zeeniveau, die werden veroorzaakt door het begin van de Laat-Ordovicische ijstijd.